# Eilhard Wiedemann (Forstwissenschaftler)

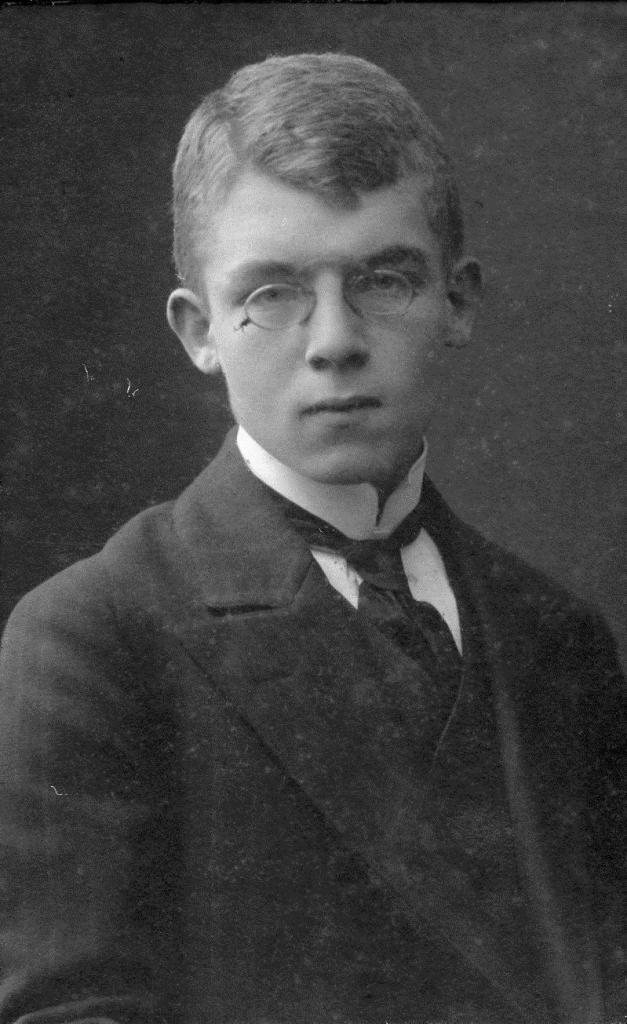
Eilhard Wiedemann, um 1910

Eilhard Heinrich Karl Wiedemann (* 6. August 1891 in Erlangen; † 17. September 1950 in Sarstedt) war ein deutscher Forstwissenschaftler.

## Leben
Wiedemann war der Sohn des gleichnamigen Physikprofessors Eilhard Wiedemann. Er trat im Wintersemester 1909/10 in die Erlanger Studentenverbindung AMV Fridericiana ein. Von 1927 bis 1934 wirkte er als Direktor der königlich-preußischen Forstakademie Eberswalde als Nachfolger von Adam Schwappach. Er war 1950 der Gründer der Niedersächsischen Forstlichen Versuchsanstalt mit Sitz in Göttingen. 1949 wurde er als ordentliches Mitglied in die Deutsche Akademie der Wissenschaften zu Berlin aufgenommen.
Heute noch relevant sind die von ihm aufgestellten Ertragstafeln über die Bonitäten und Erträge vieler forstwirtschaftlich wichtiger Baumarten.